# お茶漬け海苔

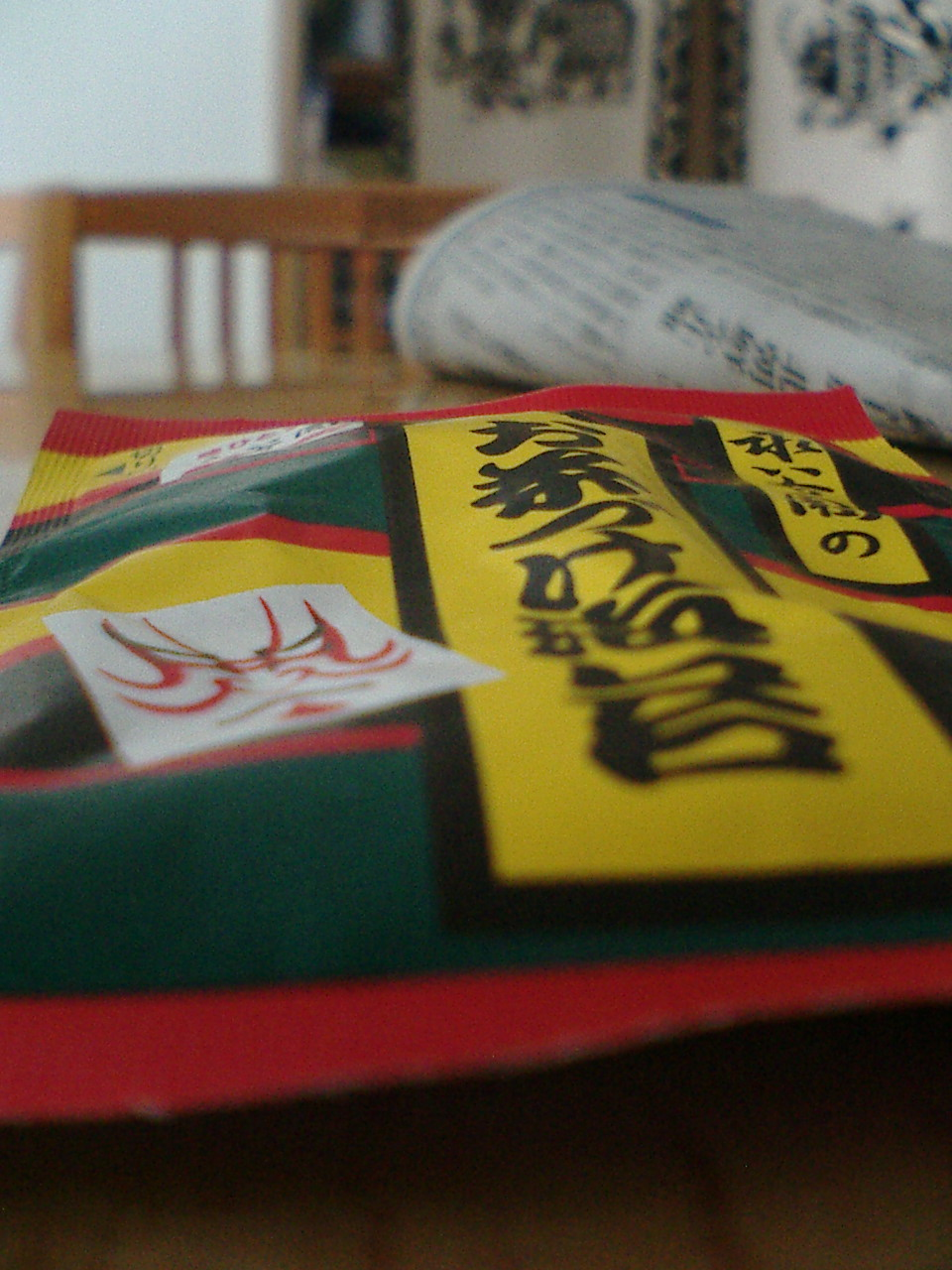
永谷園のお茶づけ海苔

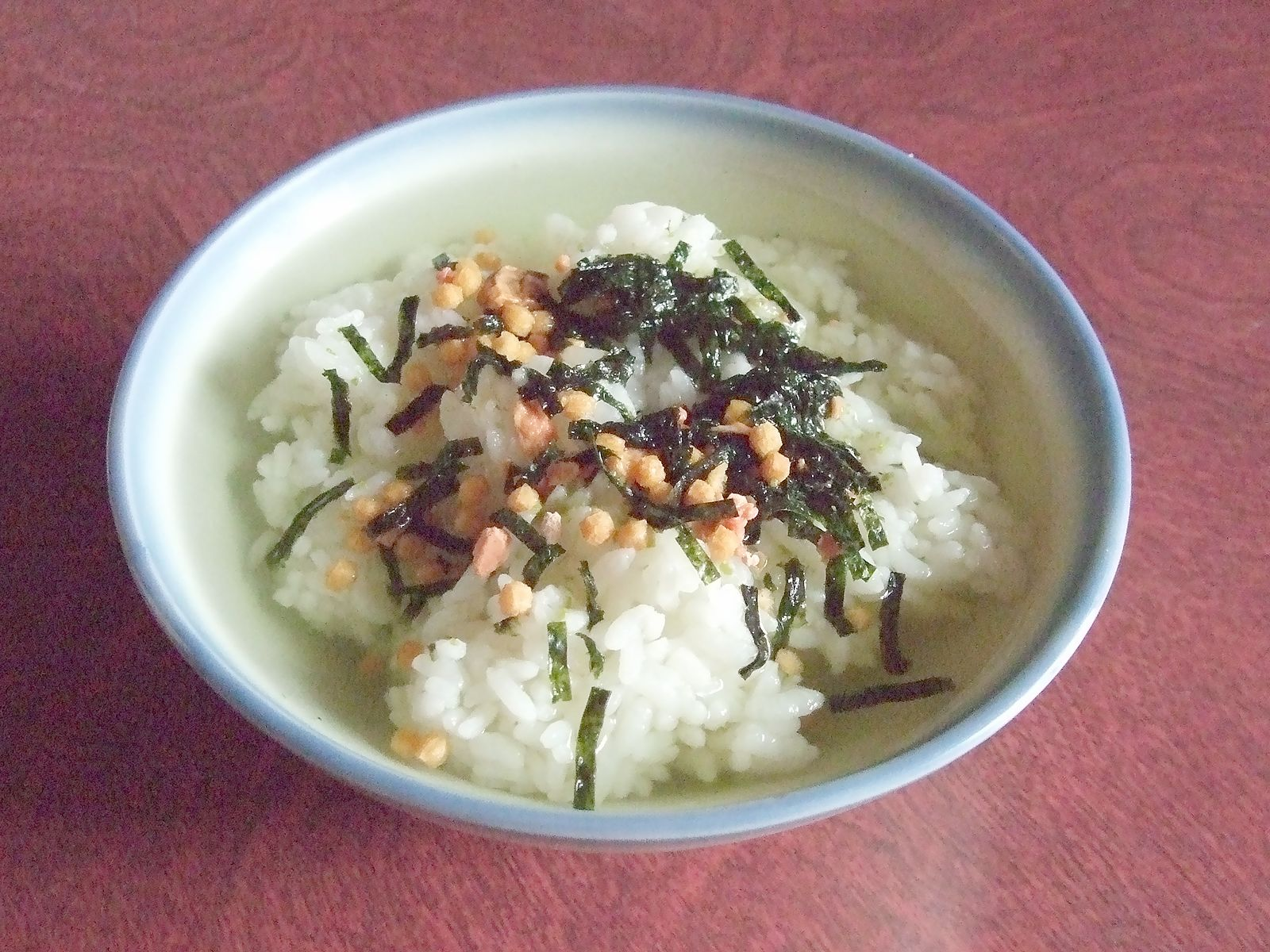
お茶漬け海苔シリーズの一つ「さけ茶づけ」。湯を注いだ状態であり抹茶塩は溶けている

お茶漬け海苔（おちゃづけのり）とは、飯に掛けて熱湯を注ぐだけでお茶漬けをつくることができる調味料で、インスタント食品の一種である。
1952年に「永谷園のお茶づけ海苔」（当初は「江戸風味お茶づけ海苔」、発売の翌年に永谷園が創立。1956年から商品名を「永谷園のお茶づけ海苔」に変更）が最初に発売され、以降各社からさまざまな製品が発売されている。
なお本項では以降便宜上「お茶漬け海苔」を一般名詞として、「お茶づけ海苔」を永谷園の商品として記述する。

## 概要
お茶漬け海苔の基本となっている内容物は、海苔、あられ、抹茶塩（抹茶、食塩、砂糖、昆布茶、うま味調味料などを固めて顆粒状にしたもの。色は緑色に近い）である。また種類により、これらに加えて、鮭、梅干し、ワサビ、野沢菜、ワカメなどをフリーズドライ加工したものが入れられている。無論、これらの調合の割合、内容物には、製造者によって違いが見られる。これらの内容物のうち、あられは乾燥剤としての役割も担っている。なお、飯の標準的な1膳分に適した量に小分けに包装されているものが多いが、中には量を好みで調節できるように小分けにされていないものもある。
適切な器に適量の御飯を入れ、そこに上記のような内容物のお茶漬け海苔を乗せて、熱湯を注ぐだけで食べられる。抹茶塩は熱湯をかけると溶け、塩味のついた緑茶になる。ただし、好みにより緑茶を掛ける人もいる。
1980年代以降は通常用いられている刻み海苔の代わりに生海苔に食感や風味を近付けた海苔を使用するなどした高級志向のお茶漬け海苔も販売されている。さらに1990年代以降は「ラーメン茶漬け」「中華茶漬け」「ウーロン茶漬け」「カレー茶漬け」など、アレンジされた製品も開発・発売されている。
なおお茶漬け海苔は、お茶漬け以外にうどんやパスタ、だし巻き卵、浅漬けなどの材料として使うこともできる。お茶漬け海苔を販売している各社のサイトなどでレシピが公開されている。

## 永谷園による開発
日本ではインスタント食品の先駆けとして知られる永谷園の「お茶づけ海苔」が、永谷家の10代目である永谷嘉男によって発売されたのは1952年である。しかしながら、このお茶づけ海苔には前段階となるものや、開発のヒントとなるものがすでに存在していた。それは、緑茶、海苔茶（後述）、ぶぶ漬けである。
お茶づけ海苔に湯を注いだ後の汁の部分は緑色をしているが、薄緑色の煎茶の製法が開発されたのは江戸時代のことで、それは永谷宗七郎によってであった。そして永谷家の9代目の永谷武蔵は、細かく切ったノリに抹茶や食塩を加えて作った海苔茶を開発した。この海苔茶は、これを湯で溶いて飲むだけの飲み物の1種であった。永谷家の10代目の永谷嘉男は、この父が開発した海苔茶に、京都の料理の1つ、小粒あられやかきもちが入ったぶぶ漬けの要素を取り入れたのである。お茶づけ海苔にはあられが入っているわけだが、これはぶぶ漬けにヒントを得て入られたものとされる。このあられには吸湿性があるために乾燥剤として利用でき、ノリなどが湿気を帯びるのを防ぐという効果もある。しかしそれでも、お茶づけ海苔の発売当初は、内容物の1つである細かく切ったノリの乾燥状態を保って、パリッっとした食感を保つのに苦労しており、お茶づけ海苔の袋を2重にするなど、試行錯誤を行っていた。なお、パッケージは永谷嘉男により定式幕を参考にしてデザインされている。このデザインは、発売当初から2009年現在までほとんど変わっていない。また、商品名が「お茶漬け」ではなく「お茶づけ」なのは永谷の思い入れがあったとされる。
発売当初は当時としては割高な価格もあり苦戦したものの、地道なセールスにより売り上げを伸ばし、やがてヒット商品となった。1952年の発売から2016年までで「お茶づけ海苔」だけで150億食以上、他のお茶漬けシリーズを含めると240億食以上が生産されており、この記録は2019年現在も更新中である。
お茶づけ海苔の発売後、永谷園は1970年に「さけ茶づけ」、1972年に「梅干茶づけ」を発売したのをはじめ、さまざまなバリエーションの製品を出している。このうち「さけ茶づけ」は開発当初、サケの身ほぐし、骨取りを全て手作業で行っていた上、サケをフレークにする技術もなかったため開発には苦労が伴ったものの、「お茶づけ海苔」に次ぐ看板商品となった。なお、2009年現在は、サケ茶づけに用いるサケの骨を取り除くために、永谷園では米選機（大量の玄米からクズ米を取り除く装置）を利用している。
永谷園のお茶づけ海苔はパッケージ以外にも、芸能人を積極的に起用したりシズルを効果的に用いたりしたテレビCM、封入されたカードによる「東西名画選プレゼント」など、プロモーションの面でもさまざまな試みが行われた。過去には『マリオブラザーズ』（任天堂）とコラボレーションし、ゲーム内に商品が登場するファミリーコンピュータ ディスクシステム用ソフト『帰ってきたマリオブラザーズ』がリリースされたこともある。2017年には『くまぱら』（スクウェア・エニックス）とコラボレーションし、ゲーム内に「お茶づけSHOP」が登場する企画が行われている。
永谷園のお茶づけ海苔は、愛宕神社の節分祭において、豆とともにまかれることでも知られている。

## 関連書籍
- 古寺ななえ『永谷園のお茶づけ海苔でおもてなし お茶づけ海苔を使った簡単フルコースレシピ』（ぶんか社 2012年2月16日発行 ISBN 978-4-8211-4322-1）

## コラボレーション商品
「お茶づけ海苔」のパッケージをデザインしたグッズが商品化されている。
- カネミ美和とのコラボレーション商品
  - 永谷園 マグ（大・小）
  - 永谷園 湯呑（大・小）
  - 永谷園 茶漬け碗（大・小）
  - 永谷園 茶漬けセット（茶漬け碗（小）・湯呑（小））
  - 永谷園 はし置き